# 이끼 (영화)
《이끼》는 윤태호의 웹툰 《이끼》를 원작으로 한 강우석 감독의 2010년 영화이다.

## 줄거리
1978년 대한민국 한 작은 마을에서 부패한 형사 천용덕은 교인에게서 영향력이 커지고 많은 헌금을 모으고 있는 비공식 거리 설교자를 체포해 달라는 요청을 받는다. 헌금자들은 사기를 당했다고 말하도록 압력을 받고, 이는 설교자가 투옥되고 나중에 천용덕에게 고문을 당해 자백을 받아내는 결과를 낳는다. 천용덕의 놀랍게도 설교자는 놀라운 인내력과 의지력을 보여주었고, 천용덕은 그를 풀어주고 그의 설교를 후원한다. 천용덕은 그들의 새로운 우정을 이용하여 자신의 명성을 높이고 부하들을 모집한다. 이 무렵, 이영지라는 어린 소녀가 세 남자에게 강간당하고, 천용덕은 그들을 때려눕혀 이영지의 존경을 얻는다.
약 25년 후, 설교자의 사이가 소원해진 아들 유해국은 익명으로 아버지의 죽음을 통보받고 마을로 여행을 떠나는데, 이 마을은 공교롭게도 그의 지인인 검사 박민욱의 새로운 관할 구역이다. 유해국은 모든 마을 사람들이 숭배하고 두려워하는 듯한 노년의 천용덕을 만난다. 천용덕과 함께 세 명의 부하 전석만, 하정규, 김덕천이 있고, 천용덕의 아내가 된 이영지도 있다.
장례식 후 유해국은 아버지가 살해당했다고 의심하여 조사하기 위해 남아 수상한 부동산 거래와 같은 여러 단서를 발견한다. 이때 전석만이 유해국을 살해하려 하지만, 유해국은 반격하여 그를 죽인다. 하정규는 유해국을 살해하려 하고, 유해국은 하정규의 집에 불을 질러 저항한다. 이영지는 이를 보고 유해국을 구출하고, 몇 분 후 하정규는 자신의 귀중품을 구하기 위해 불타는 집으로 들어갔다가 불에 타 죽는다.
알고 보니 천용덕은 마을 사람들의 땅을 지속적으로 갈취하여 재판매하고 있었고, 협조하지 않는 사람은 누구든지 살해했다. 그의 정치적 연줄 덕분에 경찰은 그를 기소하지 않았다. 또한, 이 기간 동안 기도원에서 대규모 독극물 사건이 발생하여 수십 명이 사망했지만, 범인은 잡히지 않았다. 유해국과 이야기를 나눈 박민욱은 부패한 상사들의 반대에도 불구하고 천용덕에 대한 소송을 제기하고, 마지막 부하 김덕천은 증언하기로 동의한다.
슬프게도 천용덕은 대화를 도청하고 김덕천을 살해한다. 유해국은 분노하여 천용덕과 대면하고, 천용덕은 유해국의 아버지가 천용덕의 부패 정도를 깨닫고 잠자는 천용덕을 살해하려 했다는 것을 밝힌다. 이영지는 다행히 증언하고 증거를 넘겨주기로 동의한다. 그녀는 몇 년 전 유해국의 아버지를 제거하려는 잠정적인 계획에 반대했고, 이에 대한 보복으로 천용덕의 세 부하가 그녀를 강간했다고 설명한다.
마을이 경찰의 습격을 받자 유해국, 박민욱, 이영지는 천용덕의 집에서 그와 대면한다. 천용덕은 이영지가 자신을 배신한 것에 격분하고, 더욱이 기도원 학살을 누가 저질렀는지에 대해 논쟁한다. 천용덕은 유해국의 아버지가 저질렀다고 주장하고, 이영지는 천용덕이 저질렀다고 주장한다. 습격 와중에 천용덕의 아들은 증거를 불태우려다 실수로 자신을 죽인다. 경찰이 천용덕을 체포하려 하자 그는 자신의 머리에 총을 쏴 자살하고, 이로써 사건은 종결되지만 유해국의 아버지의 죽음은 설명되지 않은 채 남는다.
1년 후, 유해국은 아버지의 무덤을 방문하고 이영지가 마을의 지도자가 되었다는 것을 발견한다. 그는 익명의 전화 통화와 단서들의 편리한 배치 등을 갑자기 떠올리며, 공포에 질려 이영지가 아버지의 살인자였다는 것을 깨닫는다. 천용덕에게 고문을 당하고 탈출을 원했던 이영지는 유해국의 아버지를 독살하여 유해국이 도착하여 조사를 시작하도록 만들었고, 그 조사가 마침내 천용덕의 패배를 가져왔다.

## 캐스팅

### 주요 인물
- 정재영 : 이장, 천용덕 역
- 박해일 : 유해국 역
- 유준상 : 박민욱 검사 역
- 유선 : 이영지 역
- 허준호 : 유목형 역
- 유해진 : 마을 주민, 김덕천 역
- 김상호 : 마을 주민, 전석만 역
- 김준배 : 마을 주민, 하정규 역

### 주변 인물
- 강신일 : 지검장 역
- 임승대 : 천 순경 역
- 정규수 : 김 원장 역
- 이철민 : 기도원장 역
- 오순태 : 김 수사관 역
- 윤아름 : 어린 이영지 역
- 장준녕 : 과거 형사 역
- 고인배 : 교도소장 역
- 김대령 : 슈퍼경찰 역
- 금동현 : 죄수들 역
- 이창훈 : 수사관들 역

## 수상 목록
| 시상식        | 수상 부문     | 결과 |
| ------------- | ------------- | ---- |
| 청룡영화상    | 최우수 작품상 | 후보 |
| 대종상 영화제 | 최우수 작품상 | 후보 |